# Buenaventura
Buenaventura là một đô thị thuộc bang Chihuahua, México. Năm 2005, dân số của đô thị này là 20533 người.